# Bunchosia strigosa
Bunchosia strigosa är en tvåhjärtbladig växtart som beskrevs av Schlecht.. Bunchosia strigosa ingår i släktet Bunchosia och familjen Malpighiaceae. Inga underarter finns listade i Catalogue of Life.